# Hyazinth Graf Strachwitz
Hyazinth Graf Strachwitz von Groß-Zauche und Camminetz (30. července 1893 Gross Stein – 25. dubna 1968 Trostberg) byl německý generálporučík a tankový velitel Wehrmachtu. Za druhé světové války měl přezdívku „Der Panzergraf“ (tankový hrabě).

## Život
Byl příslušníkem starého rodu Strachwitzů. Narodil se na slezském panství Groß Stein jako prvorozený syn hraběte Hyazintha Strachwitze a jeho manželky Marie Aloisie von Matuschka.
Kadetní školu v Lichterfelde absolvoval spolu se svými přáteli Manfredem von Richthofenem a Hansem von Aulokem. U pluku Garde du Corps v Postupimi působil v hodnosti poručíka.
Po vyhlášení První světové války se dostal se svým výzvědným jízdním plukem až k Paříži a zde byl zajat a 14. října odsouzen k nuceným pracím ve Francouzské Guyaně. K převozu nedošlo. Byl poslán do vězení na Île de Ré. Po převozu do vězení v Carcassonne zde byl nalezen pracovníky Červeného kříže a převezen do Švýcarska a v roce 1918 propuštěn do Německa.
Během hornoslezských povstání organizoval Strachwitz jako velitel Freikorpu Selbstschutz Oberschlesien (SSOS) (sebeobrana Horního Slezska). V roce 1921 se Strachwitz v bitvě o Annaberg vyznamenal a z polské strany byla na něj vypsaná odměna za dopadení.
Po porážce polského povstání se věnoval správě rodinného majetku a jako rezervista v hodnosti rytmistra patřil k 7. jezdeckému pluku (Reiter-Regiment 7) v Breslau. V roce 1935 požádal o přeložení k tankovému vojsku, které bylo vybudováno generálem Oswaldem Lutzem a Heinzem Guderianem. Svoji službu jako rezervista pak prováděl u tankového pluku 2 (Panzer-Regiment 2) 1. durynské tankové divize (1. Thüringische Panzer-Division) v Eisenachu.

### Druhá světová válka
Při přepadení Polska a v bojích na západní frontě působil jako zásobovací důstojník tankové divize a za tuto činnost získal jako první důstojník svého pluku Sponu 1939 k železnému kříži 1914 I. třídy. Po ukončení války s Francií byl Strachwitz povýšený na majora v záloze převelen k 16. tankové divizi(16. Panzer-Division (Wehrmacht)), které velel generálmajor Hube. Jednotka byla umístěna v Rumunsku, kde působila jako výcviková jednotka pro rumunskou armádu.
V počáteční fázi Operace Barbarossa zaútočil major Strachwitz na sovětské jednotky za demarkační čárou, využil zmatku, pronikl hluboko do týlu a usnadnil německé pěchotě cestu. Následně se vyznamenal v bitvě u Brodů a v bitvě u Umaně. Za tyto operace mu byl 25. 8. 1941 udělen Rytířský kříž Železného kříže.
17. listopadu 1942 byla Strachwitzovi udělena dubová ratolest k železnému kříži. Při útoku na Stalingrad měl hodnost podplukovníka (Oberstleutnant) byl se svou jednotkou jedním z prvních, který se pohyboval po městě Stalingrad. 15. ledna 1943 převzal velení nad tankovou jednotku „Grossdeutschland“. Po třetí bitvě o Charkov obdržel Strachwitz 28. března 1943 rytířský kříž s dubovou ratolestí a meči.
1. dubna 1944 byl povýšen na generálmajora a stal se velitelem 1. tankové divize a potom velitelem tanků Skupina armád Sever se třemi tankovými divizemi a protitankovou brigádou. 15. dubna 1944 obdržel brilianty k rytířskému kříži. 1. ledna 1945 byl povýšen do hodnosti generálporučíka v záloze a měl tímto povýšením nejvyšší hodnost mezi záložními důstojníky ve Wehrmachtu.

### Kapitulace a období po kapitulaci
Po kapitulaci propustil Strachwitz své jednotky a přikázal jim, aby odešli na západ. Sám se v doprovodu svého pobočníka dostal přes Sudety do Felgenu v Bavorsku a tam byl zajat Američany. Po propuštění ze zajetí se stal poradcem prezidenta v Sýrii pro lesní a zemědělské hospodářství a vybudoval armádu Sýrie. Po převratu Husni az-Za'im odešel s druhou manželkou do Libanonu a v červnu 1949 se dostal do Itálie a zde obhospodařoval u Livornoa vinici. Strachwitz zemřel 25. dubna 1968. U jeho rakve drželi čestnou stráž důstojníci Bundeswehru.